# Змајевац (Фрушка гора)
Змајевац је излетиште на Фрушкој гори, налази се на раскршћу Партизанског пута и пута Врдник–Раковац.
Недалеко од излетишта су и Иришки венац и Лединачко језеро до којих се може стићи шумским путем. Са Змајевца се пружа један од најлепших погледа на Срем, опремљено је многобројним дрвеним клупама и столовима, од којих су неки наткривени као прави летњиковци и потпуно усклађени с окружењем. Постоје и озидана ложишта која олакшавају припрему роштиља.